# Розови
Розовите (Rosaceae) са семейство двусемеделни растения от разред Розоцветни (Rosales), включващо 100 – 120 рода и над 3000 вида дървета, храсти, полухрасти, както и тревисти растения.
Семейството е разпространено в целия свят, но най-вече в умерения пояс на Северното полукълбо. В България се срещат над 200 вида, сред които защитените видове българско омайниче, храстовиден очеболец, върболистен тъжник.

## Физически характеристики
Листата са последователни или срещуположни, прости или сложни, повечето имат прилистници.
Цветовете са обикновено двуполови, единични или събрани в съцветия, правилни, с двоен, по-рядко прост околоцветник. Съставен е от 5 свободни венчелистчета и 5 свободни или сраснали чашелистчета. Рядко чашката е двойна. Плодниците са много или един. Цветното легло е изпъкнало, плоско или вдлъбнато. Тичинките са многобройни или само 5 – 10. Завръзът е горен, полудолен и долен. Цветните части са разположени най-често кръгово, но се срещат и спирално разположени плодници. Общата цветна формула е Ч5 В5 Т~ П 1.
Плодовете са най-често сборни от мехунки, костилки и орехчета или сочни прости костилки. При други видове, например тези от род ябълка, се образуват лъжливи ябълковидни плодове.

## Значение
Розовите са вероятно третото по стопанско значение растително семейство след семействата Житни и Бобови. Много видове от семейство розови имат богати на захар и витамини плодове. Представители на семейството са ценни овощни култури (ябълка, круша, кайсия, праскова, череша, слива, малина и други). Други съдържат етерични масла (маслодайна роза) с високи качества. Някои са декоративни (роза, храстовиден очеболец, тъжник), лечебни, медоносни. Диворастящите видове глог, камшик, орехче, динка са билки.

## Класификация
Семейство Розови
- Род Crataegus – Глог
- Род Cydonia – Кидония

Cydonia oblonga – Дюля
- Род Fragaria – Ягода

Fragaria × ananassa
- Род Malus

Malus domestica – Ябълка
Malus sylvestris – Киселица
- Род Rubus – Къпина

Rubus fruticosus
Rubus idaeus – Малина
Rubus ulmifolius
- Род Prunus – Сливи

Prunus armeniaca – Кайсия
Prunus cerasus – Обикновена вишна
Prunus domestica – Слива
Prunus dulcis – Бадем
Prunus persica – Праскова
Prunus cerasifera – Джанка
- Род Pyrus – Круша

Pyrus amygdaliformis – Бадемолистна круша
Pyrus communis – Обикновена круша
Pyrus pyrifolia
- Род Rosa – Роза

Rosa canina – Обикновена шипка
Rosa rugosa – Азиатска шипка
Rosa spinosissima
- Род Sorbus – Офика

Sorbus aucuparia
Sorbus intermedia